# Distretto di Contumazá
Il distretto di Contumazá è uno degli otto distretti  della provincia di Contumazá, in Perù. Si trova nella regione di Cajamarca e si estende su una superficie di 358,28 chilometri quadrati.

Ha per capitale la città di Contumazá e contava 9.195 abitanti al censimento 2005.